# 木村英文
木村英文（日语：きむら ひでふみ，1965年3月12日—），日本男編劇、機械設計師、前漫畫家、動畫師。

## 來歷
原漫畫家出身，經ACG作品設計，現主要從事劇本統籌、編劇相關工作。曾與後藤圭二、門之園惠美組成製作團體「gímik」。
他從繪畫到寫作，其職業生涯略有不同，並在電視動畫《銀河戰警》中獲得了編劇和原畫的讚譽。另外，過去他做過舞台裝戰士的兼差工作，因此其漫畫作品《當英雄如何？》和電視動畫《Generator Gawl》第5話的題材都來自他的兼差經驗。

## 作品列表

### 電視動畫
1998年
- Generator Gawl（日语：ジェネレイターガウル）（劇本統籌、編劇）

1999年
- 宇宙海盜大冒險（日语：宇宙海賊ミトの大冒険）（編劇、影像&故事概念）
- 地球防衛企業（SF概念）

2000年
- 純情房東俏房客（編劇）

2001年
- 妹妹公主（舞台導演）

2002年
- 驚爆危機！（編劇）
- 阿倍野橋魔法商店街（設定設計）
- 銀河戰警（劇本統籌、編劇、分鏡、原畫、過場動畫）

2003年
- 復仇天使（日语：AVENGER）（劇本統籌、編劇）

2004年
- 詩∽片（劇本統籌[3]、編劇、分鏡、變身服裝、ED插圖）

2007年
- 機神大戰（原案、劇本統籌、編劇、分鏡）

2009年
- KIDDY GiRL-AND（劇本統籌[4]、編劇）

2010年
- SHIN-MEN（日语：SHIN-MEN）（編劇）

2011年
- 結界女王（設定協力）

2012年
- 蠟筆小新（編劇）

2013年
- 結界女王 震顫（設定設計、顯示器設定、原畫）

2014年
- 風雲維新大將軍（場景設定、顯示器設定）

2017年
- 銀之守墓人（劇本統籌、編劇）
- 卡片鬥爭!! 先導者G Z（－2018年，組合設定）

2019年
- FAIRY TAIL（龍設定）
- 科學一方通行（道具設定、分鏡）
- 普通攻擊是全體二連擊，這樣的媽媽你喜歡嗎？（道具設定、分鏡）

2020年
- 遊☆戲☆王SEVENS（怪物設定）
- 夢夢貓（分鏡）

2022年
- ORIENT 東方少年（道具設定、編劇[a]、OP動畫）

### OVA
1997年
- AIKa（機械設定）

2000年
- 炎之迷宮（日语：炎のらびりんす）（機械設定）

2001年
- 極速戰警eX（日语：エクスドライバー）（機械設定）

2019年
- 時光沙漏fragtime（美術設定）

### 電影動畫
2005年
- 蠟筆小新：3分鐘百變大進擊（編劇、分鏡）

2006年
- 蠟筆小新：Amigo！森巴入侵計畫（分鏡）

2007年
- 銀河戰警 劇場版三部作（構成、編劇）

### 遊戲
1990年
- BATTLE SKIN PANIC（日语：バトルスキンパニック）（人物設定，PC-8801SR以降）

1991年
- SUPER BATTLE SKIN PANIC（人物設定，PC-9801VM以降）

1993年
- mighty BATTLE SKIN PANIC（人物設定，MSX2）
- BATTLE SKIN PANIC 9821（人物設定，PC-9821）

## 漫畫、小說作品

### 漫畫、小說
- 無敵號（1986年）
- 當英雄如何？（1987年）※名義。
- 拜見！火槍隊（1988年）
- （1990年，旺文社中1時代，4、5月號附錄「BOWコ COMIC Special」）
- 魔法劍士SORCER PHEI（1993年，原作，與共著） ※名義。
- 船長X 瓶中船號冒險（1994年，原作，RPG漫畫連載，與共著）
- 銀河戰警VS（2002年－2003年，編劇擔當）
- KIDDY GiRL-AND Pure（2009年－2010年，編劇擔當）

### 小說
- 神聖刻記BREEDERS WARES（日语：ワースブレイド#ワースプロジェクト）（1994年，負責插圖，LOGOUT冒險文庫（日语：ログアウト冒険文庫））
- 銀河戰警 Pr(1)(2)（2002年，負責插圖，著 : 青木智彥，企劃、原案：gímik）
- 銀河戰警(1)～(3)（2003年－2004年，負責插圖，著 : 志茂文彥，企劃、原案：gímik）
- 銀河戰警 EX-PARTNER（DVD特典小說）
- 銀河戰警 Secret Affair（DVD特典小說）
- GEMINI×KNIVES（日语：ジェミニ・ナイヴ）（2006年，企劃、原案：gímik）
- KIDDY GiRL-AND（1）L3 Legacy Little Lady（2010年，包含插圖，原作：gímik）
- KIDDY GiRL-AND（2）M3 My Moveless Memory（2010年，包含插圖，原作：gímik）
- STIG MAZE Ex-P.（2015年，包含插圖，CLOUD出版，因未達成並未出版）

### 其它
- 銀河戰警SOUND LAYERED（2002年－2003年、2008年，編劇）
- KIDDY GiRL-AND SUDDENLY（2009年－2010年，編劇）

## 腳註